# ديفيد بيفان
ديفيد بيفان (بالإنجليزية: David Bevan)‏ هو لاعب كرة قدم أيرلندي، ولد في 24 يونيو 1989 في كورك في جمهورية أيرلندا. لعب مع أستون فيلا ونادي تاموورث ونادي والسول.

## وصلات خارجية
- ديفيد بيفان على موقع قاعدة بيانات كرة القدم.إي يو (الإنجليزية)
- ديفيد بيفان على موقع Soccerbase.com (لاعب) (الإنجليزية)